# Aldo Vergano
Aldo Vergano (né le 27 août 1891 à Rome et mort dans cette ville le 21 septembre 1957) était un scénariste et réalisateur de cinéma italien.

## Biographie
Initialement journaliste, Aldo Vergano entre à la rédaction de la revue Cinematografo dirigé par Alessandro Blasetti. C'est ainsi qu'il participe à la mise en scène de Sole (1929). Au cours des années 1930, il est à la fois scénariste et directeur de production, collaborant avec des réalisateurs comme Gennaro Righelli, Baldassarre Negroni, Goffredo Alessandrini ou Raffaello Matarazzo. Il réalise son premier long métrage en 1938, Pietro Micca, un film relatant la lutte des populations piémontaises contre l'occupation française au début du XVIIIe siècle. C'est après la guerre, qu'il donne son œuvre la plus aboutie, Il sole sorge ancora (1946), « un des films les plus maîtrisés sur le thème de la Résistance. » Malheureusement, le médiocre succès du film ne lui permettra pas de poursuivre une carrière digne de ses exigences. Conscient de cette situation, Aldo Vergano a laissé un livre de souvenirs particulièrement amer : Cronache degli anni perduti (1958). 

## Filmographie

### Réalisateur
- 1931 : Fori imperiali
- 1938 : Pietro Micca
- 1939 : Los hijos de la noche (I figli della notte), coréalisé avec Benito Perojo
- 1943 : Quelli della montagna
- 1946 : Le soleil se lèvera encore (Il sole sorge ancora)
- 1949 : Giuliano, bandit sicilien (I fuorilegge)
- 1950 : Le Défilé du diable (pl) (Czarci żleb)
- 1951 : Santa Lucia luntana... (it)
- 1951 : Pour le bonheur de sa fille (it) (La grande rinuncia)
- 1952 : Amore rosso: Marianna Sirca (it)
- 1954 : Schicksal am Lenkrad (de)